# Sybra connexa
Sybra connexa es una especie de escarabajo del género Sybra, familia Cerambycidae. Fue descrita científicamente por Pascoe en 1865.
Habita en Indonesia. Mide 5-6 mm.